# Tomoderus testaceus
Tomoderus testaceus es una especie de coleóptero de la familia Anthicidae.

## Distribución geográfica
Habita en Tonkín (Vietnam).